# Sam Webster
Sam Webster (n. 16 iulie 1991, Auckland, Noua Zeelandă) este un ciclist neozeelandez, medaliat olimpic. A participat la 2 ediții ale Jocurilor Olimpice (2016, 2020) în care a câștigat o medalie de argint.